# یوگنی چرکاسف
یوگنی چرکاسف (انگلیسی: Yevgeny Cherkasov; ۱۲ اکتبر ۱۹۳۰ – ۲۰ نوامبر ۲۰۱۳) ورزشکار اهل اتحاد جماهیر شوروی سوسیالیستی بود.
وی در مسابقات کشوری و بین‌المللی در مجموع برندهٔ ۱ مدال نقره شده‌است.